# Steiningerita
La steiningerita és un mineral de la classe dels silicats. Rep el nom en honor a Johannes Steininger (St. Wendel, 10 de gener de 1794 - Trier, 11 d'octubre de 1874) professor, geòleg i historiador alemany que va ser  pioner de la geologia luxemburguesa.

## Característiques
La steiningerita és un ciclosilicat de fórmula química Ba₂Zr₂(Si₄O₁₂)O₂. Va ser aprovada com a espècie vàlida per l'Associació Mineralògica Internacional en el mes de juliol de l'any 2024. Va ser publicada a la revista internacional Mineralogical Magazine per Rafał Juroszek et al. en el mes de desembre del mateix any amb el títol «Steiningerite, Ba₂Zr₂(Si₄O₁₂)O₂, a new cyclosilicate from the Löhley quarry, Germany». Cristal·litza en el sistema tetragonal.
L'exemplar que va servir per a determinar l'espècie, el que es coneix com a material tipus, es troba conservat a les col·leccions del museu d'història natural de Magúncia, dins la col·lecció estatal d'història natural de Renània-Palatinat, a Alemanya, amb el número de catàleg: NHMMZ M 2024/1-LS.

## Formació i jaciments
Va ser descoberta a pedrera de basalt de Löhley, situada a Üdersdorf (Renània-Palatinat, Alemanya). Aquesta pedrera alemanya és l'únic indret de tot el planeta on ha estat descrita aquesta espècie mineral.